# Liste ehemaliger Fluggesellschaften (Amerika)
Dieser Artikel beinhaltet eine Auflistung ehemaliger Fluggesellschaften in Amerika.
Siehe auch
- Liste ehemaliger Fluggesellschaften (Afrika)
- Liste ehemaliger Fluggesellschaften (Asien)
- Liste ehemaliger Fluggesellschaften (Australien und Ozeanien)
- Liste ehemaliger Fluggesellschaften (Europa)

Zu bestehenden Fluggesellschaften siehe Liste von Fluggesellschaften. 
| Name                                             | Herkunftsland            | Gründungsjahr                                       | Jahr der Betriebseinstellung |
| ------------------------------------------------ | ------------------------ | --------------------------------------------------- | ---------------------------- |
| Abaeté Linhas Aéreas                             | Brasilien                | 1994                                                | 2012                         |
| Aero California                                  | Mexiko                   | 1960                                                | 2008                         |
| Aerocancun                                       | Mexiko                   | 1988                                                | 1996                         |
| Aerocaribbean                                    | Kuba                     | 1982                                                | 2015                         |
| AeroGal                                          | Ecuador                  | 1986                                                | 2014                         |
| Aeromar                                          | Mexiko                   | 1987                                                | 2023                         |
| Aeroperlas                                       | Panama                   | 1970                                                | 2012                         |
| Aeroperú                                         | Peru                     | 1973                                                | 1999                         |
| Aeropesca Colombia                               | Kolumbien                | 1960                                                | 1982                         |
| Aeropostal (Linea Aeropostal Venezolana, LAV)    | Venezuela                | 1929                                                | 2017                         |
| Aeroquetzal                                      | Guatemala                | 1987                                                | 1992                         |
| AeroSur                                          | Bolivien                 | 1992                                                | 2012                         |
| Aerovías Brasil                                  | Brasilien                | 1942                                                | 1961                         |
| Air 1                                            | Vereinigte Staaten       | 1981                                                | 1985                         |
| Air Alliance                                     | Kanada                   | 1988                                                | 1999                         |
| Air America                                      | Vereinigte Staaten       | 1946                                                | 1976                         |
| Air Aruba                                        | Niederländische Antillen | 1986                                                | 2000                         |
| Air Atlantic                                     | Kanada                   | 1985                                                | 1998                         |
| Air BC                                           | Kanada                   | 1980                                                | 2001                         |
| Air Comet Chile                                  | Chile                    | 2004                                                | 2008                         |
| Air Georgian                                     | Kanada                   | 1994                                                | 2020                         |
| Air Jamaica                                      | Jamaika                  | 1969                                                | 2011                         |
| Air Panama Internacional                         | Panama                   | 1967                                                | 1990                         |
| Air West (USA)                                   | Vereinigte Staaten       | 1968                                                | 1971                         |
| AirTran Airways                                  | Vereinigte Staaten       | 1992 (als ValuJet)                                  | 2014                         |
| Airborne Express                                 | Vereinigte Staaten       | 1946                                                | 2004                         |
| Alas Uruguay                                     | Uruguay                  | 2015                                                | 2016                         |
| Allegheny Airlines                               | Vereinigte Staaten       | 1939/1953                                           | 1979                         |
| ALM Antillean Airlines                           | Niederländische Antillen | 1964                                                | 2002                         |
| Alma de Mexico                                   | Mexiko                   | 2006                                                | 2008                         |
| Aloha Airlines                                   | Vereinigte Staaten       | 1946                                                | 2008                         |
| American Overseas Airlines                       | Vereinigte Staaten       | 1937                                                | 1950                         |
| America West                                     | Vereinigte Staaten       | 1983                                                | 2007                         |
| Arrow Air                                        | Vereinigte Staaten       | 1947                                                | 2010                         |
| Aserca Airlines                                  | Venezuela                | 1994                                                | 2018                         |
| Aspen Airways                                    | Vereinigte Staaten       | 1952                                                | 1991                         |
| Astar Air Cargo                                  | Vereinigte Staaten       | 1969                                                | 2012                         |
| ATA Airlines (American Trans Air)                | Vereinigte Staaten       | 1973                                                | 2008                         |
| Atlantic Southeast Airlines                      | Vereinigte Staaten       | 1979                                                | 2012                         |
| AVENSA                                           | Venezuela                | 1943                                                | 2009                         |
| Aviacsa                                          | Mexiko                   | 1990                                                | 2009                         |
| Aviateca                                         | Guatemala                | 1945                                                | 2013                         |
| Bonanza Air Lines                                | Vereinigte Staaten       | 1945                                                | 1968                         |
| Boston-Maine Airways                             | Vereinigte Staaten       | 1999                                                | 2008                         |
| Braniff International Airways                    | Vereinigte Staaten       | 1928                                                | 1982                         |
| Britt Airways                                    | Vereinigte Staaten       | 1964                                                | 1993                         |
| BWIA West Indies Airways                         | Trinidad und Tobago      | 1940                                                | 2006                         |
| Canada 3000 Airlines                             | Kanada                   | 1988                                                | 2001                         |
| Canadian Airlines International                  | Kanada                   | 1987                                                | 2001                         |
| Canadian Pacific Air Lines                       | Kanada                   | 1942                                                | 1987                         |
| Capital Airlines                                 | Vereinigte Staaten       | 1926                                                | 1961                         |
| Capitol Air                                      | Vereinigte Staaten       | 1946                                                | 1984                         |
| Cargo 360                                        | Vereinigte Staaten       | 2006                                                | 2008                         |
| Carib Aviation                                   | Antigua und Barbuda      | 1972                                                | 2008                         |
| Centurion Air Cargo                              | Vereinigte Staaten       | 1999                                                | 2018                         |
| Chalk’s International Airlines                   | Vereinigte Staaten       | 1919                                                | 2007                         |
| Challenge Air Cargo                              | Vereinigte Staaten       | 1985                                                | 1999                         |
| Champion Air                                     | Vereinigte Staaten       | 1987                                                | 2008                         |
| Chautauqua Airlines                              | Vereinigte Staaten       | 1973                                                | 2014                         |
| Chicago and Southern Air Lines                   | Vereinigte Staaten       | 1933                                                | 1953                         |
| Colgan Air                                       | Vereinigte Staaten       | 1991                                                | 2012                         |
| Comair (Vereinigte Staaten)                      | Vereinigte Staaten       | 1977                                                | 2012                         |
| Condor Syndikat                                  | Brasilien                | 1927                                                | 1943                         |
| Continental Airlines                             | Vereinigte Staaten       | 1934                                                | 2011                         |
| Dutch Antilles Express                           | Niederländische Antillen | 2005                                                | 2013                         |
| Eastern Air Lines                                | Vereinigte Staaten       | 1926                                                | 1991                         |
| Eastern Air Lines (2011)                         | Vereinigte Staaten       | 2011                                                | 2017                         |
| Eastern Caribbean Express                        | St. Lucia                | 1999                                                | 2001                         |
| Empresa de Transporte Aéreo                      | Brasilien                | 1928                                                | 1929                         |
| Eos Airlines                                     | Vereinigte Staaten       | 2004                                                | 2008                         |
| Era Aviation                                     | Vereinigte Staaten       | 1948                                                | 2010                         |
| Evergreen International Airlines                 | Vereinigte Staaten       | 1960                                                | 2013                         |
| Executive Airlines                               | Puerto Rico              | 1986                                                | 2013                         |
| Fast Air                                         | Chile                    | 1978                                                | 1998                         |
| Faucett Perú                                     | Peru                     | 1928                                                | 1999                         |
| Fine Air                                         | Vereinigte Staaten       | 1989                                                | 2002                         |
| First Air                                        | Kanada                   | 1946                                                | 2019                         |
| Fly Jamaica Airways                              | Jamaika                  | 2012                                                | 2019                         |
| Flying Tiger Line                                | Vereinigte Staaten       | 1945                                                | 1989                         |
| Freedom Airlines                                 | Vereinigte Staaten       | 2002                                                | 2010                         |
| Frigorifico Santa Rita                           | Bolivien                 | 1970                                                | 2001                         |
| Frontier Airlines (1950)                         | Vereinigte Staaten       | 1950                                                | 1986                         |
| Gemini Air Cargo                                 | Vereinigte Staaten       | 1995                                                | 2008                         |
| go!                                              | Vereinigte Staaten       | 2005                                                | 2014                         |
| GP Express Airlines                              | Vereinigte Staaten       | 1975                                                | 1996                         |
| Gran Colombia de Aviación S.A.S (GCA Airlines)   | Kolumbien                | 2017                                                | 2022                         |
| Great Lakes Airlines                             | Vereinigte Staaten       | 1977                                                | 2018                         |
| Hawkair                                          | Kanada                   | 1994                                                | 2016                         |
| Helenair Caribbean                               | St. Lucia                | 1987                                                | 2001                         |
| Hooters Air                                      | Vereinigte Staaten       | 2003                                                | 2006                         |
| Hughes Airwest                                   | Vereinigte Staaten       | 1971                                                | 1980                         |
| Icaro Air                                        | Ecuador                  | 1971                                                | 2011                         |
| ImagineAir                                       | Vereinigte Staaten       | 1989                                                | 2006                         |
| Independence Air                                 | Vereinigte Staaten       | 1980                                                | 2017                         |
| Insel Air                                        | Curaçao                  | 2005                                                | 2018                         |
| Interjet                                         | Mexiko                   | 2005                                                | 2023                         |
| Island Air                                       | Vereinigte Staaten       | 1989                                                | 2006                         |
| Isleña                                           | Honduras                 | 1981                                                | 2013                         |
| Jetsgo                                           | Kanada                   | 2001                                                | 2005                         |
| Lacsa                                            | Costa Rica               | 1946                                                | 2013                         |
| Lake Central Airlines                            | Vereinigte Staaten       | 1950                                                | 1968                         |
| LANSA (Líneas Aéreas Nacionales)                 | Peru                     | 1963                                                | 1972                         |
| LATAM Airlines Argentina                         | Argentinien              | 2005                                                | 2020                         |
| Línea Turística Aereotuy                         | Venezuela                | 1982                                                | 2018                         |
| Lloyd Aéreo Boliviano                            | Bolivien                 | 1925                                                | 2010                         |
| Los Angeles Air Service                          | Vereinigte Staaten       | 1948                                                | 1960                         |
| Lynx Air                                         | Kanada                   | 2006 (als New Air & Tours), 2008 (als Enerjet) 2021 | 2024                         |
| Maui Airlines                                    | Vereinigte Staaten       | 1984                                                | 1988                         |
| McCulloch International Airlines                 | Vereinigte Staaten       | 1970                                                | 1978                         |
| Mesaba Airlines                                  | Vereinigte Staaten       | 1944                                                | 2012                         |
| Mexicana de Aviación                             | Mexiko                   | 1921                                                | 2010                         |
| MexicanaClick                                    | Mexiko                   | 1975                                                | 2005                         |
| Miami Air International                          | Vereinigte Staaten       | 1991                                                | 2020                         |
| Mid Pacific Air                                  | Vereinigte Staaten       | 1981                                                | 1995                         |
| Midstate Airlines                                | Vereinigte Staaten       | 1964                                                | 1989                         |
| Midway Airlines (1976)                           | Vereinigte Staaten       | 1976                                                | 1991                         |
| Midway Airlines (1993)                           | Vereinigte Staaten       | 1993                                                | 2003                         |
| Midwest Airlines                                 | Vereinigte Staaten       | 1948                                                | 2010                         |
| Modern Air Transport                             | Vereinigte Staaten       | 1946                                                | 1975                         |
| Mohawk Airlines                                  | Vereinigte Staaten       | 1945                                                | 1972                         |
| Morris Air                                       | Vereinigte Staaten       | 1992                                                | 1995                         |
| Muse Air                                         | Vereinigte Staaten       | 1981                                                | 1986                         |
| Nationair Canada                                 | Kanada                   | 1984                                                | 1993                         |
| National Airlines (1934)                         | Vereinigte Staaten       | 1934                                                | 1980                         |
| National Airlines (1984)                         | Vereinigte Staaten       | 1977                                                | 1985                         |
| National Airlines (1998)                         | Vereinigte Staaten       | 1998                                                | 2002                         |
| New York Air                                     | Vereinigte Staaten       | 1980                                                | 1986                         |
| Nordair                                          | Kanada                   | 1947                                                | 1987                         |
| North American Airlines                          | Vereinigte Staaten       | 1989                                                | 2014                         |
| North Central Airlines                           | Vereinigte Staaten       | 1944                                                | 1979                         |
| Northeast Airlines                               | Vereinigte Staaten       | 1931                                                | 1972                         |
| Northwest Airlines                               | Vereinigte Staaten       | 1926                                                | 2010                         |
| Nuevo Continente                                 | Peru                     | 1992                                                | 2005                         |
| OceanAir (Avianca Brasil)                        | Brasilien                | 1998                                                | 2019                         |
| Orca Airways                                     | Kanada                   | 2005                                                | 2008                         |
| Overseas National Airways                        | Vereinigte Staaten       | 1950                                                | 1978                         |
| Ozark Air Lines                                  | Vereinigte Staaten       | 1943                                                | 1986                         |
| Pacific Air Lines                                | Vereinigte Staaten       | 1946                                                | 1987                         |
| Pacific Southwest Airlines                       | Vereinigte Staaten       | 1949                                                | 1988                         |
| Pacific Western Airlines                         | Kanada                   | 1946                                                | 1987                         |
| Pan American World Airways                       | Vereinigte Staaten       | 1927                                                | 1991                         |
| Panair do Brasil                                 | Brasilien                | 1929                                                | 1965                         |
| Pantanal Linhas Aéreas                           | Brasilien                | 1992                                                | 2013                         |
| Paraense Transportes Aéreos                      | Brasilien                | 1952                                                | 1970                         |
| PAWA Dominicana                                  | Dominikanische Republik  | 2003                                                | 2018                         |
| Peninsula Airways                                | Vereinigte Staaten       | 1955                                                | 2020                         |
| People Express                                   | Vereinigte Staaten       | 1981                                                | 1987                         |
| Peruvian Airlines                                | Peru                     | 2007                                                | 2019                         |
| Piedmont Airlines                                | Vereinigte Staaten       | 1948                                                | 1989                         |
| PLUNA                                            | Uruguay                  | 1936                                                | 2012                         |
| Premier Executive Transport Services             | Vereinigte Staaten       | 1994                                                | 2005                         |
| Primaris Airlines                                | Vereinigte Staaten       | 2002                                                | 2008                         |
| Prinair                                          | Puerto Rico              | 1966                                                | 1984                         |
| Prince Edward Air                                | Kanada                   | 1990                                                | 2010                         |
| Princeville Airways                              | Vereinigte Staaten       | 1980                                                | 2017                         |
| Private Jet Expeditions                          | Vereinigte Staaten       | 1989                                                | 1995                         |
| Provincetown-Boston Airlines                     | Vereinigte Staaten       | 1949                                                | 1989                         |
| Quebecair                                        | Kanada                   | 1953                                                | 1987                         |
| Queen Charlotte Airlines                         | Kanada                   | 1943                                                | 1955                         |
| Ransome Airlines                                 | Vereinigte Staaten       | 1966                                                | 1986                         |
| REAL Transportes Aéreos                          | Brasilien                | 1945                                                | 1961                         |
| REDjet                                           | Barbados                 | 2006                                                | 2012                         |
| Republic Airlines                                | Vereinigte Staaten       | 1979                                                | 1986                         |
| Rich International Airways                       | Vereinigte Staaten       | 1969                                                | 1997                         |
| Rocky Mountain Airways                           | Vereinigte Staaten       | 1963                                                | 1990                         |
| Ryan Airlines                                    | Vereinigte Staaten       | 1925                                                | 1927                         |
| Ryan International Airlines                      | Vereinigte Staaten       | 1972 (als Ryan Aviation)                            | 2013                         |
| SAETA                                            | Ecuador                  | 1960                                                | 2000                         |
| SAHSA                                            | Honduras                 | 1954                                                | 1994                         |
| Santa Barbara Airlines                           | Venezuela                | 1995                                                | 2018                         |
| SAVCO – Servicios Aéreos Virgen de Copacabana    | Bolivien                 | 1970                                                | 2001                         |
| Seaboard World Airlines                          | Vereinigte Staaten       | 1946                                                | 1980                         |
| Serviços Aéreos Cruzeiro do Sul                  | Brasilien                | 1928                                                | 1993                         |
| Shuttle America                                  | Vereinigte Staaten       | 1995                                                | 2017                         |
| Simmons Airlines                                 | Vereinigte Staaten       | 1978                                                | 1998                         |
| Skybus Airlines                                  | Vereinigte Staaten       | 2006                                                | 2008                         |
| Skyservice                                       | Kanada                   | 1986                                                | 2010                         |
| Skyway Airlines                                  | Vereinigte Staaten       | 1994                                                | 2008                         |
| SEDTA                                            | Ecuador                  | 1938                                                | 1941                         |
| Sol del Paraguay                                 | Paraguay                 | 2011                                                | 2012                         |
| Sol Líneas Aéreas                                | Argentinien              | 2006                                                | 2016                         |
| Sol Linhas Aéreas                                | Brasilien                | 2008                                                | 2016                         |
| Song                                             | Vereinigte Staaten       | 2003                                                | 2006                         |
| Songbird Airways                                 | Vereinigte Staaten       | 1990                                                | 2017                         |
| Southern Air                                     | Vereinigte Staaten       | 1999                                                | 2021                         |
| Southern Airways                                 | Vereinigte Staaten       | 1943                                                | 1979                         |
| Southern Winds                                   | Argentinien              | 1996                                                | 2005                         |
| Southwest Airways                                | Vereinigte Staaten       | 1946                                                | 1958                         |
| Starratt Airways                                 | Kanada                   | 1932                                                | 1942                         |
| St. Lucia Airways                                | St. Lucia                | 1975                                                | 1987                         |
| Swoop                                            | Kanada                   | 2017                                                | 2023                         |
| TACA                                             | El Salvador              | 1931                                                | 2013                         |
| TACA Perú                                        | Peru                     | 1999                                                | 2013                         |
| TAF Linhas Aéreas                                | Brasilien                | 1971                                                | 2010                         |
| TAME                                             | Ecuador                  | 1962                                                | 2020                         |
| TAN Honduras                                     | Honduras                 | 1947                                                | 1991                         |
| TANS Perú                                        | Peru                     | 1964                                                | 2006                         |
| Taxi Aéreo El Venado                             | Kolumbien                | 1963                                                | 1982                         |
| TED                                              | Vereinigte Staaten       | 2003                                                | 2009                         |
| Tejas Airlines                                   | Vereinigte Staaten       | 1977                                                | 1980                         |
| Tempelhof Airways                                | Vereinigte Staaten       | 1981                                                | 1991                         |
| Tepper Aviation                                  | Vereinigte Staaten       | 1987                                                | 2006                         |
| Texas International Airlines                     | Vereinigte Staaten       | 1947                                                | 1982                         |
| Tobago Express                                   | Trinidad und Tobago      | 2001                                                | 2006                         |
| Tower Air                                        | Vereinigte Staaten       | 1982                                                | 2000                         |
| Transamerica Airlines                            | Vereinigte Staaten       | 1979                                                | 1986                         |
| Transbrasil                                      | Brasilien                | 1955                                                | 2001                         |
| Trans International Airlines                     | Vereinigte Staaten       | 1960                                                | 1979                         |
| Trans States Airlines                            | Vereinigte Staaten       | 1982                                                | 2020                         |
| Trans World Airlines                             | Vereinigte Staaten       | 1925                                                | 2001                         |
| Trans World Express                              | Vereinigte Staaten       | 1991                                                | 1995                         |
| Transocean Air Lines                             | Vereinigte Staaten       | 1946                                                | 1960                         |
| TranStar Airlines                                | Vereinigte Staaten       | 1986                                                | 1987                         |
| TRIP Linhas Aéreas                               | Brasilien                | 1998                                                | 2013                         |
| Trump Shuttle                                    | Vereinigte Staaten       | 1989                                                | 1992                         |
| Ultra Air                                        | Kolumbien                | 2020                                                | 2023                         |
| US Airways                                       | Vereinigte Staaten       | 1937                                                | 2015                         |
| USA 3000 Airlines                                | Vereinigte Staaten       | 2001                                                | 2012                         |
| ValuJet                                          | Vereinigte Staaten       | 1993                                                | 1997                         |
| Vance International Airways                      | Vereinigte Staaten       | 1962                                                | 1970                         |
| VARIG                                            | Brasilien                | 1927                                                | 2007/2010                    |
| Varig Log                                        | Brasilien                | 2000                                                | 2012                         |
| VIASA, Venezolana Internacional de Aviación S.A. | Venezuela                | 1960                                                | 1997                         |
| VASP, Viação Aérea São Paulo                     | Brasilien                | 1933                                                | 2005                         |
| Vision Airlines                                  | Vereinigte Staaten       | 1994                                                | 2017                         |
| Viva Air Colombia                                | Kolumbien                | 2008                                                | 2023                         |
| VoePass Linhas Aéreas                            | Brasilien                | 1995                                                | 2025                         |
| Vuelos Internos Privados                         | Ecuador                  | 1997                                                | 2012                         |
| Wardair Canada                                   | Kanada                   | 1952                                                | 1990                         |
| WebJet Linhas Aéreas                             | Brasilien                | 2005                                                | 2012                         |
| West Caribbean Airways                           | Kolumbien                | 1998                                                | 2005                         |
| West Coast Air                                   | Kanada                   | 1996                                                | 2015                         |
| West Coast Airlines                              | Vereinigte Staaten       | 1941                                                | 1968                         |
| WestAir Commuter Airlines                        | Vereinigte Staaten       | 1986                                                | 1998                         |
| Western Airlines                                 | Vereinigte Staaten       | 1925                                                | 1987                         |
| Wien Air Alaska                                  | Vereinigte Staaten       | 1927                                                | 1985                         |
| World Airways                                    | Vereinigte Staaten       | 1948                                                | 2014                         |
| Worldways Canada                                 | Kanada                   | 1974                                                | 1990                         |
| Zantop Air Transport                             | Vereinigte Staaten       | 1962                                                | 1966                         |
| Zantop International Airlines                    | Vereinigte Staaten       | 1972                                                | 2005                         |
| Zoom Airlines                                    | Kanada                   | 2002                                                | 2008                         |